# Provincia de Candarave
La provincia de Candarave es una de las cuatro que conforman el departamento de Tacna en el sur del Perú. Limita al norte con la provincia de Mariscal Nieto, del departamento de Moquegua; al este con la provincia de El Collao, del departamento de Puno; al sureste con la provincia de Tarata, y al suroeste con la provincia de Jorge Basadre.
Desde el punto de vista jerárquico de la Iglesia católica, forma parte de la diócesis de Tacna y Moquegua, la cual, a su vez, pertenece a la arquidiócesis de Arequipa.

## Toponimia
Especula Cerrón Palomino que el topónimo proviene de una palabra aimara *kanta-ra-wi que significa 'lugar de muchos aposentos'.

## Historia
La provincia fue creada mediante Ley n.º 24887, del 18 de agosto de 1988.
Los primeros pobladores descienden de los protocollahuas, los aimaras y los tiahuanacotas. Candarave es un pueblo que proviene de aillus de ascendencia aimara.
Después del levantamiento de Manco Inca, en el año 1536, Pedro Pizarro pacificó los territorios de Chucuito, Moquegua, Tacna y Tarapacá. En 1540 se creó la encomienda a favor del conquistador Hernán Rodríguez de San Juan que debían tributar con sus productos básicos como aves, ovejas, cerdos, maíz, trigo, huevos, leña. Los partidos que figuran son los de Ilabaya, Cinto, Margarita, Curibaya, Candarave, Locumba, Sitajara, Camiara e Ite. Los cacicazgos de Ilabaya y Candarave se convirtieron en curatos y el obispo de Arequipa, el vallisoletano Manuel Abad Illana, en 1776, fijó sus límites.
Posteriormente, Candarave fue creado como distrito en época de la Independencia. Por decreto del 25 de junio de 1855, integró la provincia de Tacna. Por ley del 11 de noviembre de 1874, pasa a formar parte de la provincia de Tarata. En 1875 se desmembran Curibaya y Huanuara para formar el distrito de Curibaya.
Durante la administración chilena (1880-1929), Candarave fue capital provisional de la provincia de Tarata.
El 18 de agosto de 1988, se produce la creación de la provincia de Candarave. La proclamación fue el 23-X-1988, según Ley n.º 24887. Los distritos son Cairani, Curibaya, Huanuara, Quilahuani y Camilaca.

## Geografía
En esta provincia se encuentra el volcán Yucamani.

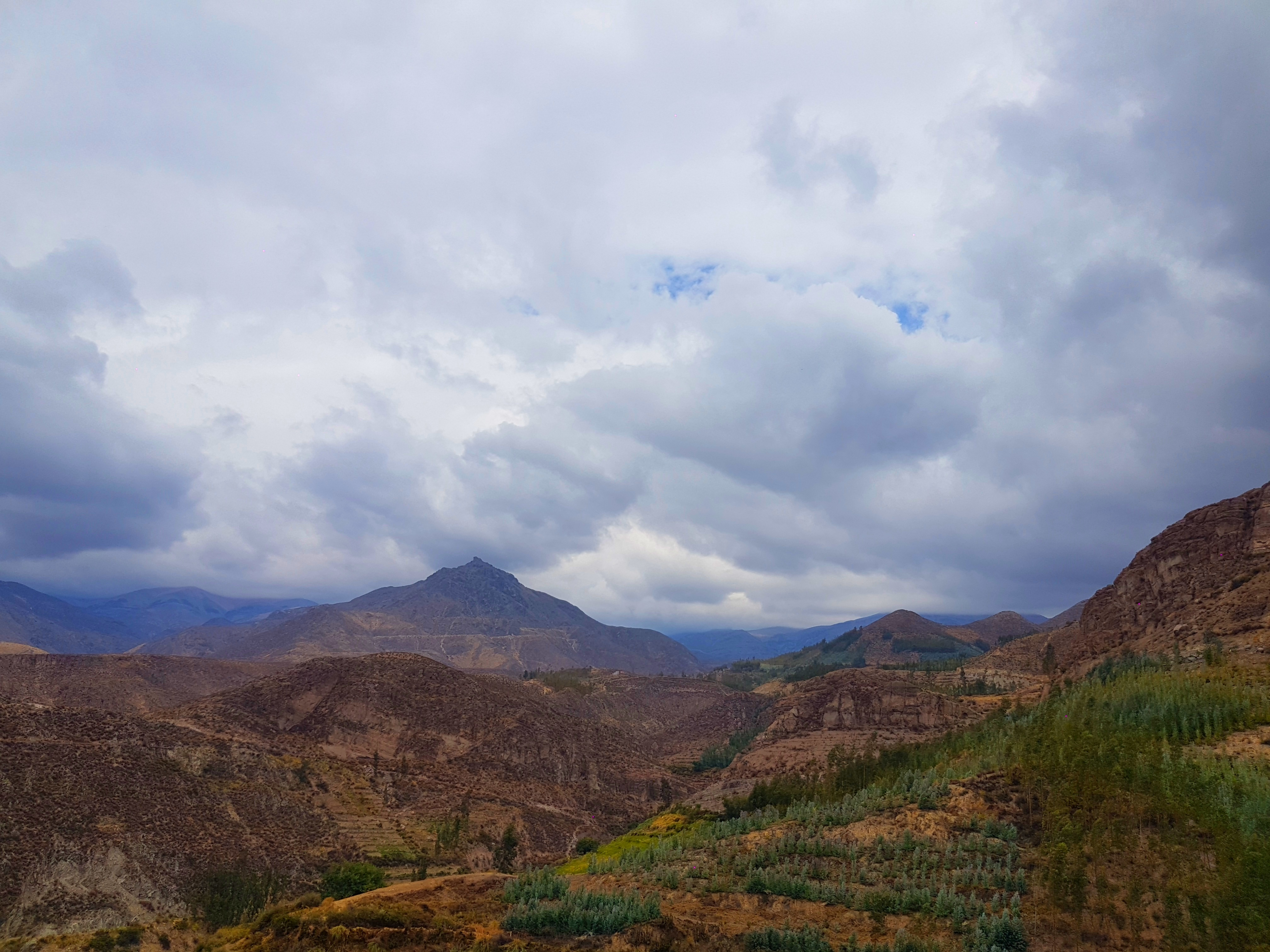
Paisaje camino a Candarave

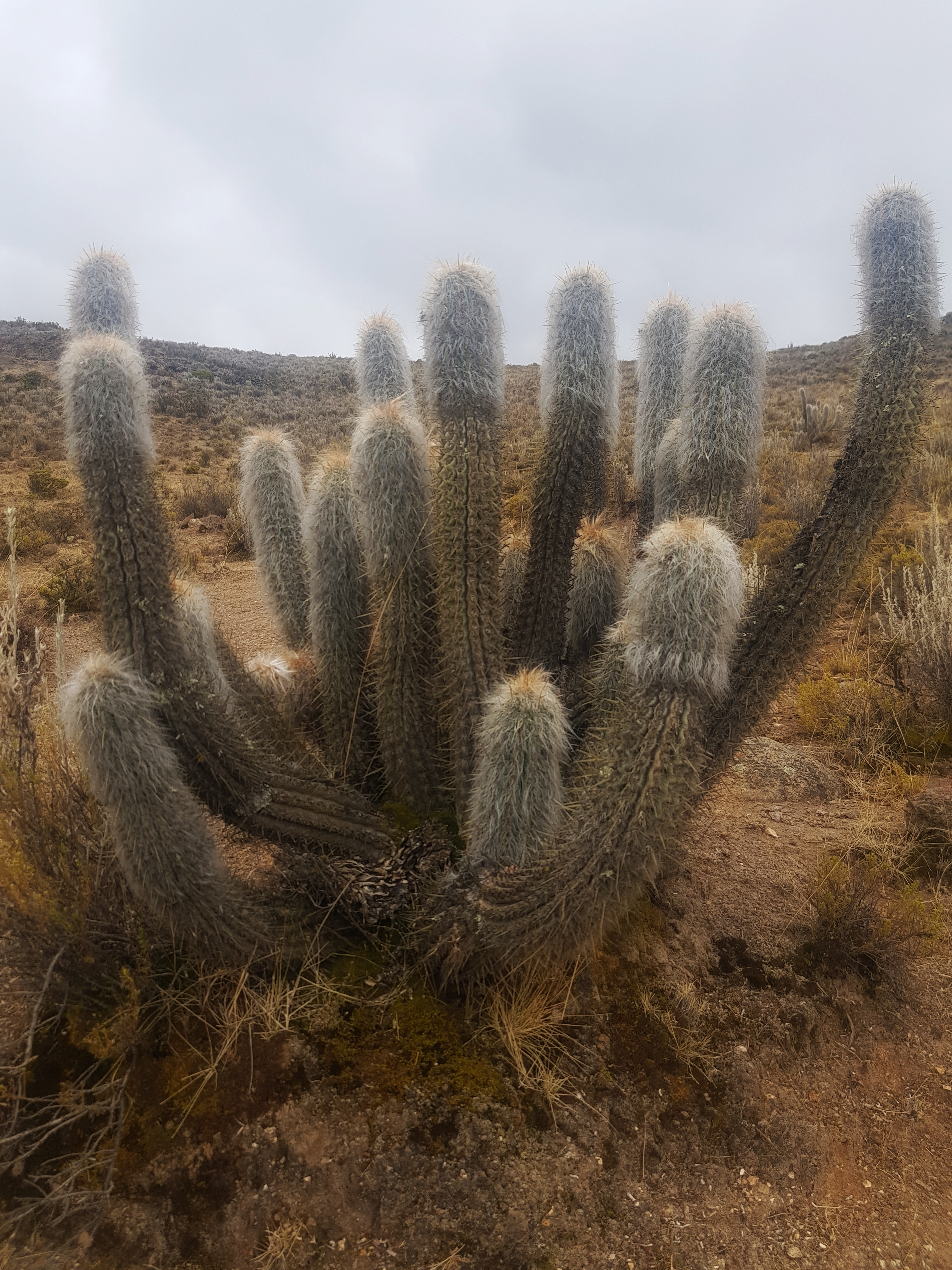
Cephalocereus senilis en las laderas camino a Candarave

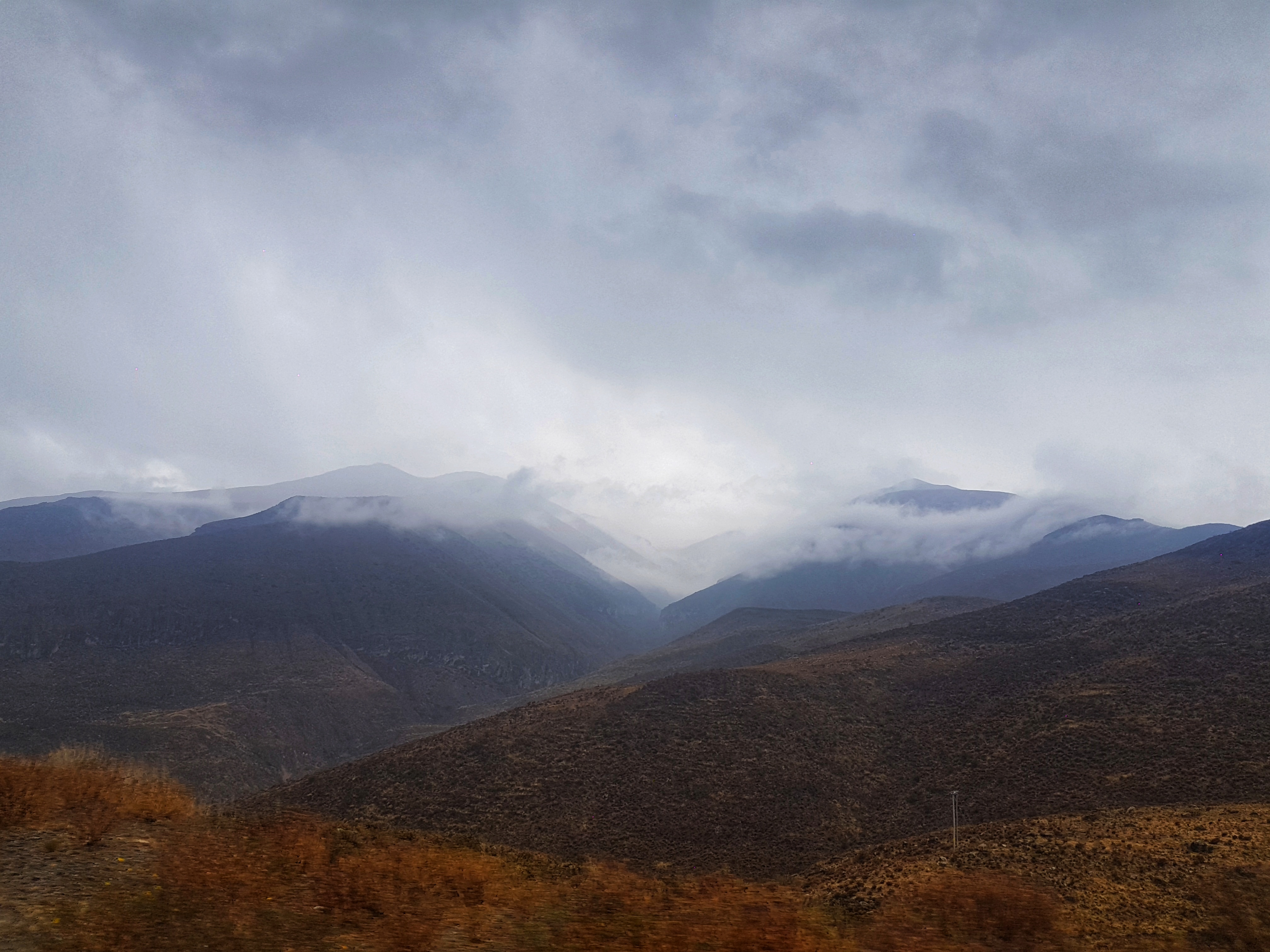
Cadena de montañas se muestran en la ruta

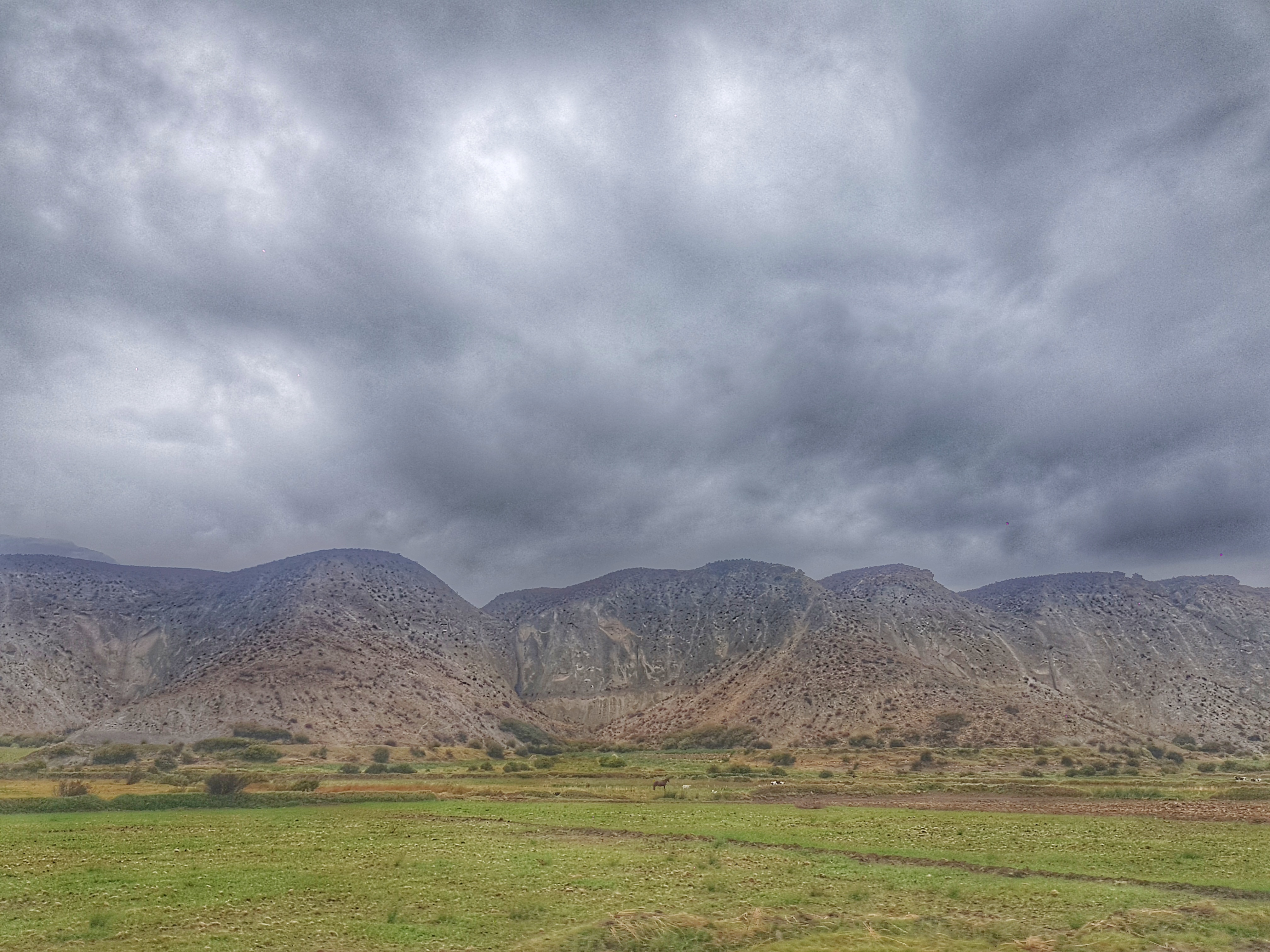
Clima predominante en la zona altoandina

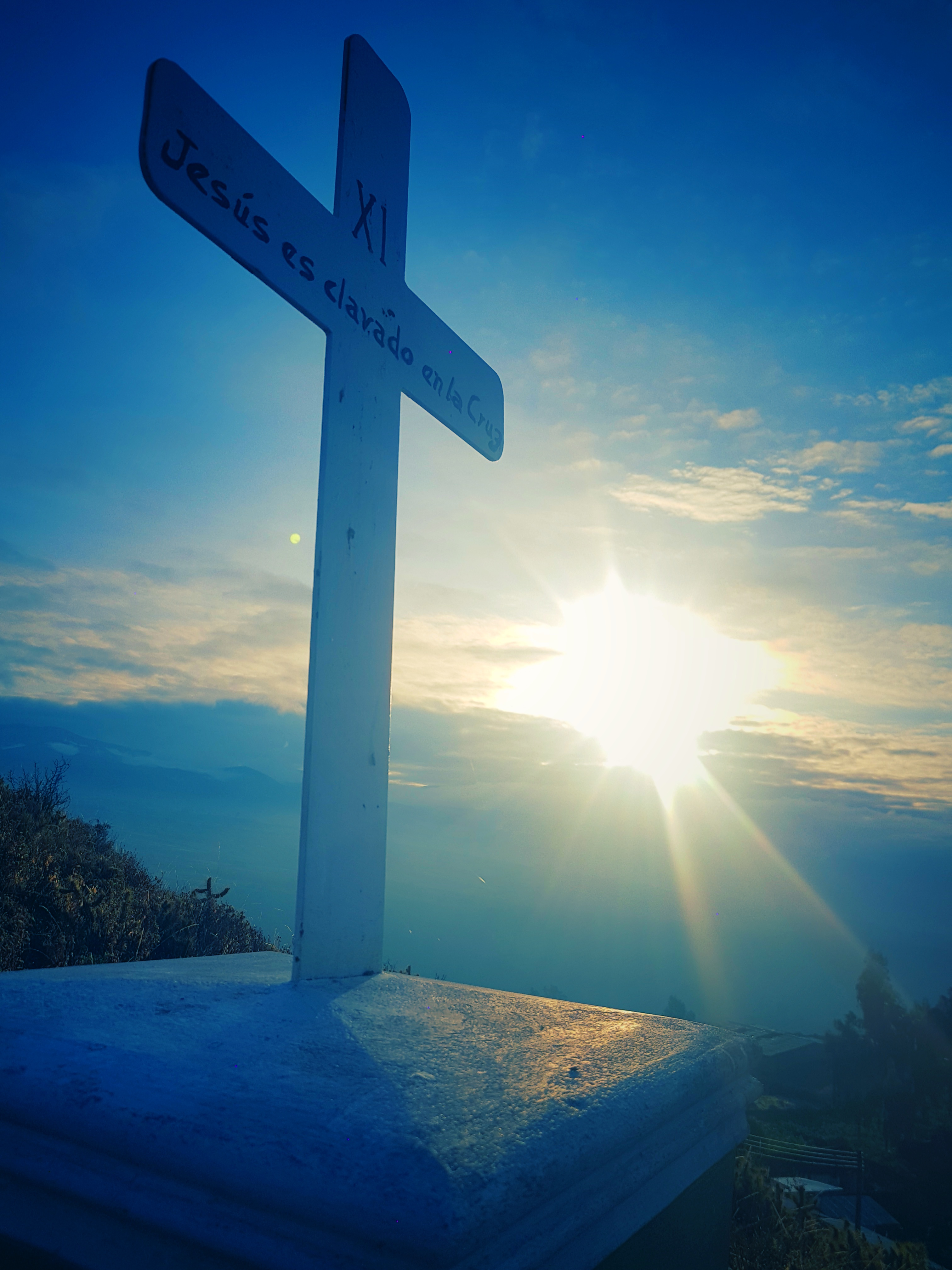
Amanecer en el distrito de Candarave desde el viacrucis

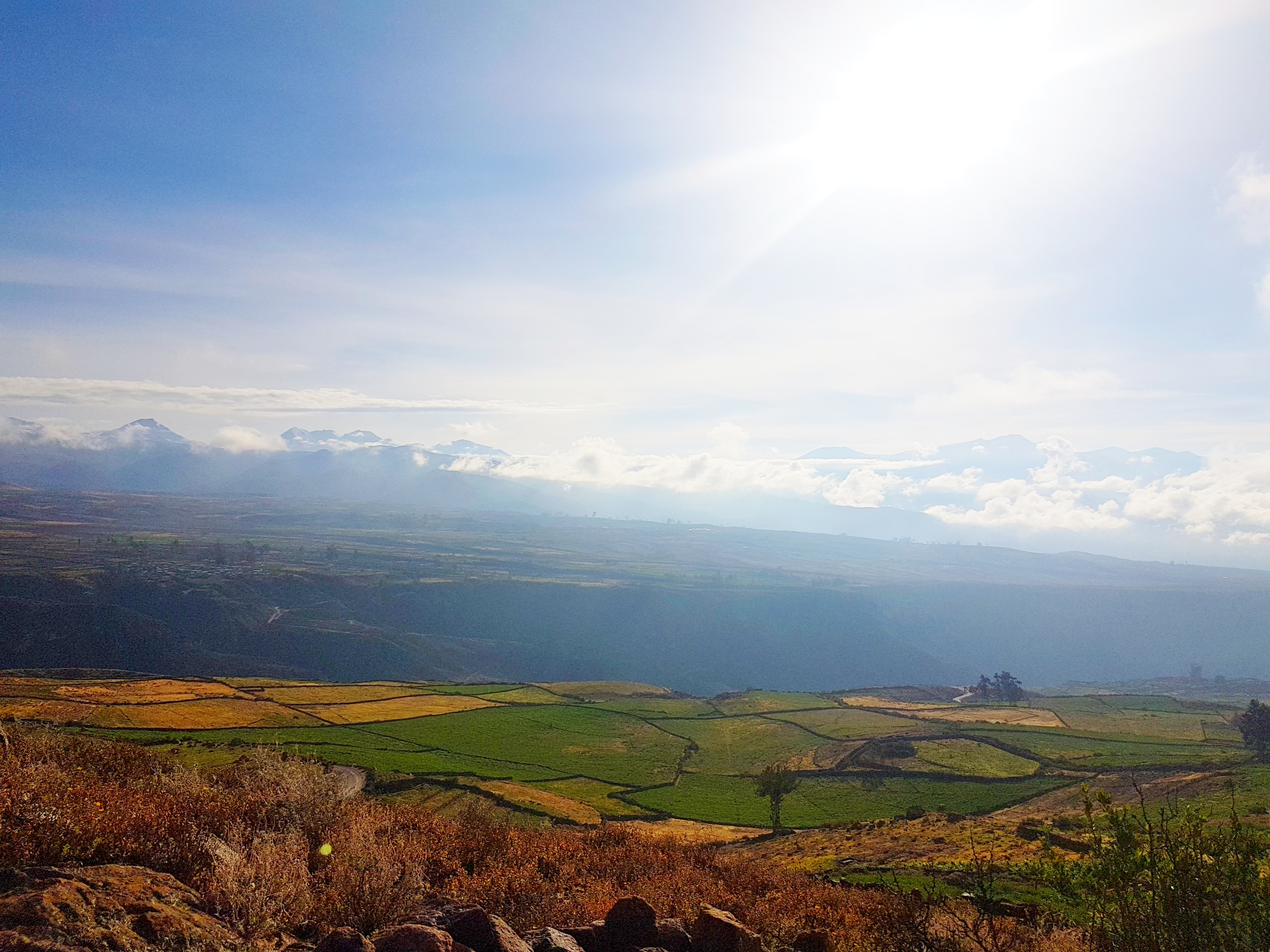
Laderas en los exteriores de la comunidad candaraveña.

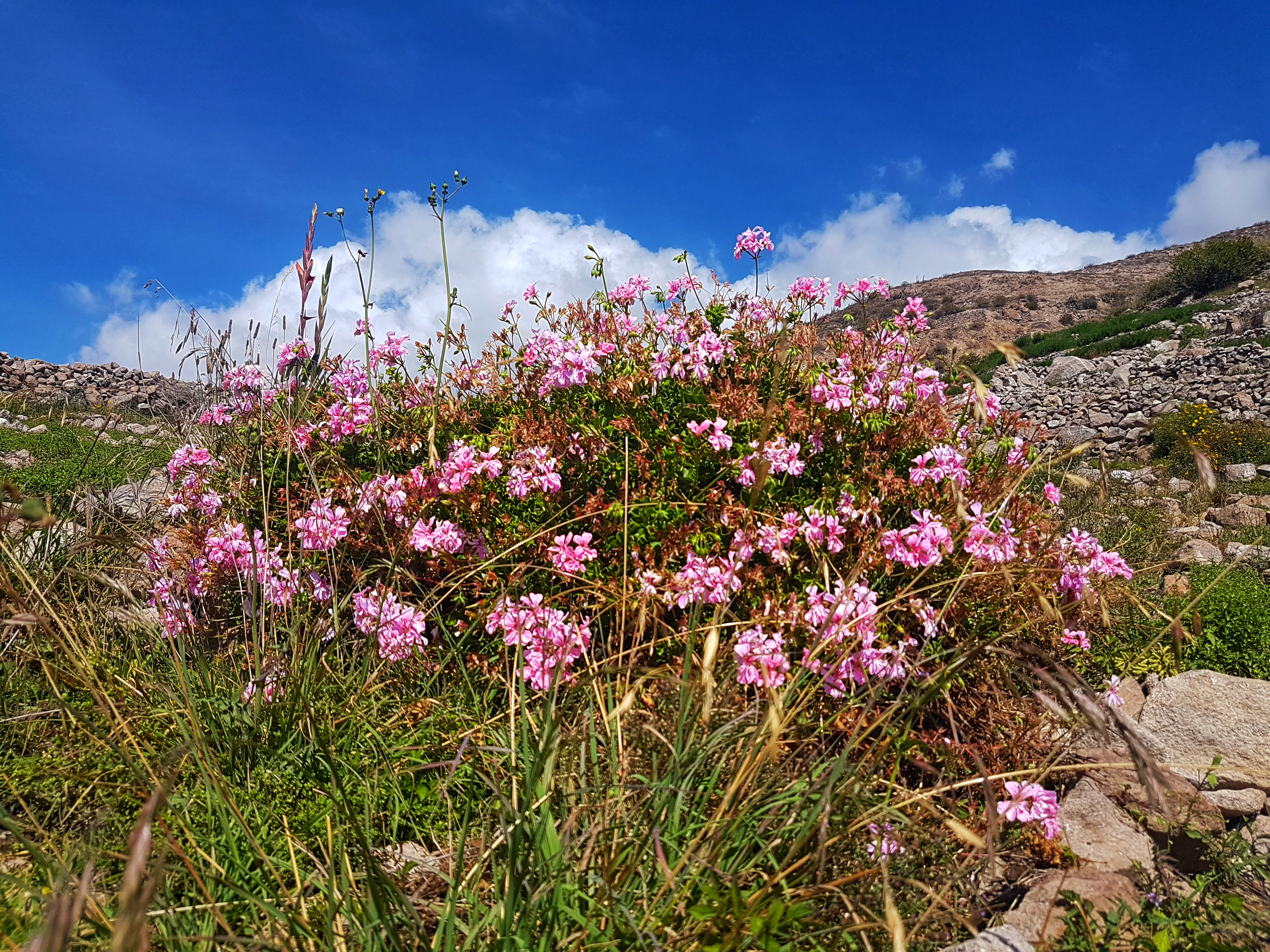
Flora silvestre en la ruta

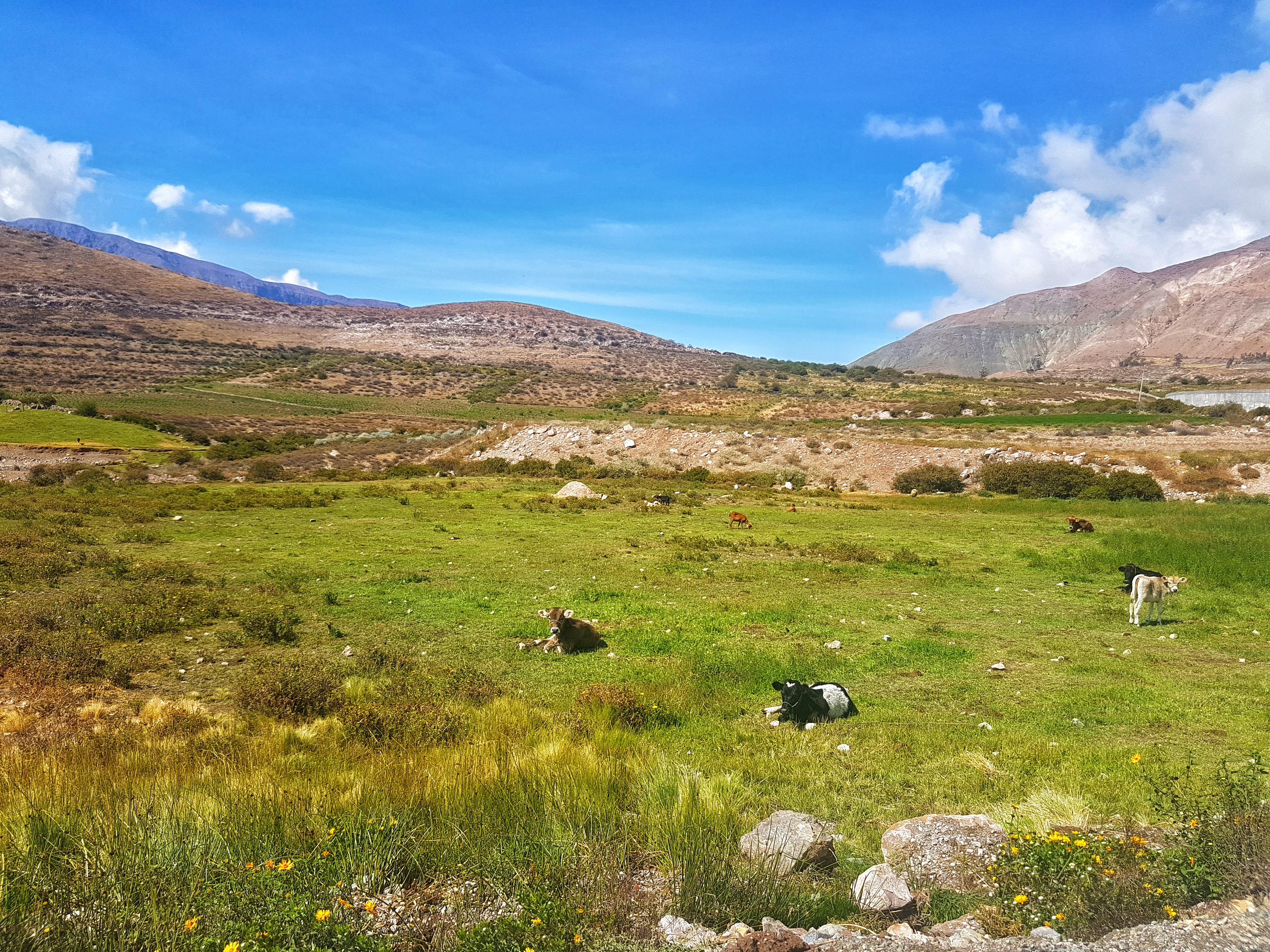
La ganadería es una actividad cotidiana en la provincia candaraveña.

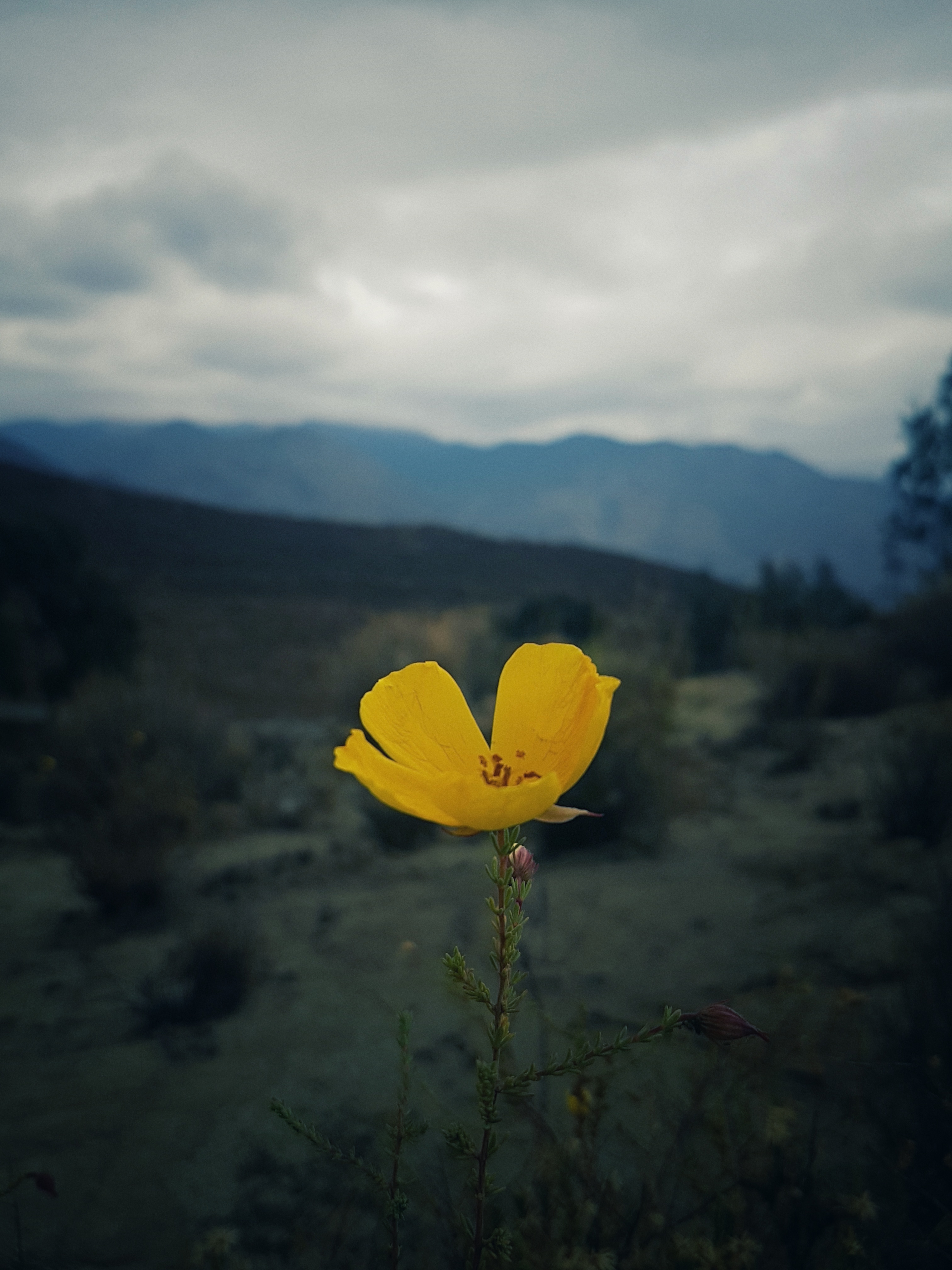
Amapola amarilla

## División política
Esta provincia se divide en seis distritos:
- Candarave
- Cairani
- Camilaca
- Curibaya
- Huanuara
- Quilahuani

## Capital
La capital de esta provincia es la ciudad de Candarave, situada sobre los 3415 m s. n. m.

## Autoridades

### Regionales
- Consejero regional
  - 2019-2022:[3] Mario Genaro Copa Conde (Banderas Tacneñistas)

### Municipales
- 2019-2022[4]
  - Alcalde: Rodolfo Esteban Nina Yufra, del Movimiento Independiente Regional Fuerza Tacna.
  - Regidores:

  1. Sra. Elida Condori Conde (Movimiento Independiente Regional Fuerza Tacna)
  2. Sr. Vicente Vargas Cahuana (Movimiento Independiente Regional Fuerza Tacna)
  3. Sr. Rodolfo Poma Ticona (Movimiento Independiente Regional Fuerza Tacna)
  4. Sra. Santa Rosa Cano Mamani (Movimiento Independiente Regional Fuerza Tacna)
  5. Sra. Reyna Alave Aguilar (Movimiento Regional Banderas Tacneñistas)

## Personajes emblemáticos
- Fortunato Zora Carvajal.

## Festividades
- Febrero: Carnavales
- Mayo: Fiesta de las Cruces
- Agosto: Aniversario de creación de la provincia
- Septiembre: Virgen de la Merced